# .kh
.kh е интернет домейн от първо ниво за Камбоджа. Администрира се от Министерството на пощите и телекомуникациите на Камбоджа. Представен е през 1996 г.

## Домейни от второ ниво
- per.kh
- com.kh
- edu.kh
- gov.kh
- mil.kh
- net.kh
- org.kh